# Wierciszewo, Zachodniopomorskie
Wierciszewo [vjɛrt͡ɕiˈʂɛvɔ] (trước đây là Wandhagen của Đức) là một ngôi làng thuộc khu hành chính của Gmina Sianów, thuộc huyện Koszalin, Zachodniopomorskie, ở phía tây bắc Ba Lan. Nó nằm khoảng 6 kilômét (4 mi) phía bắc Sianów, 14 km (9 mi) phía đông bắc Koszalin và 149 km (93 mi) về phía đông bắc của thủ đô khu vực Szczecin.
Trước năm 1945, khu vực này là một phần của Đức. Đối với lịch sử của khu vực, xem Lịch sử của Pomerania.
Ngôi làng có dân số là 356 người.